# 纤夫的爱
《纤夫的爱》是中国大陆的一首流行歌曲，由崔志文作词、万首作曲并由余凤兰和李天培首次演唱，这首歌曲最火的版本是1993年尹相杰和于文华的演唱版本。